# NGC 47
NGC 47, även känd som NGC 58, är en stavbundenspiralgalax belägen i stjärnbilden Valfisken. Den upptäcktes av Ernst Wilhelm Leberecht Tempel 1886. Dess alternativa namn NGC 58 beror på observationen av Lewis Swift, som inte kände till att Tempel redan tidigare hade upptäckt detta objekt.

## Egenskaper
NGC 47 framstår som en liten, svag spiralnebulosa med en ljus kärna och är något oval. Den befinner sig ungefär 236 miljoner ljusår) från jorden, mätt genom en generisk "uppskattad rödförskjutning".

## Galleri

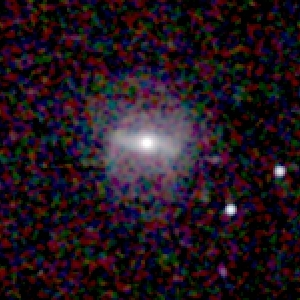
NGC 47 (2MASS)